# Mandan (Volk)

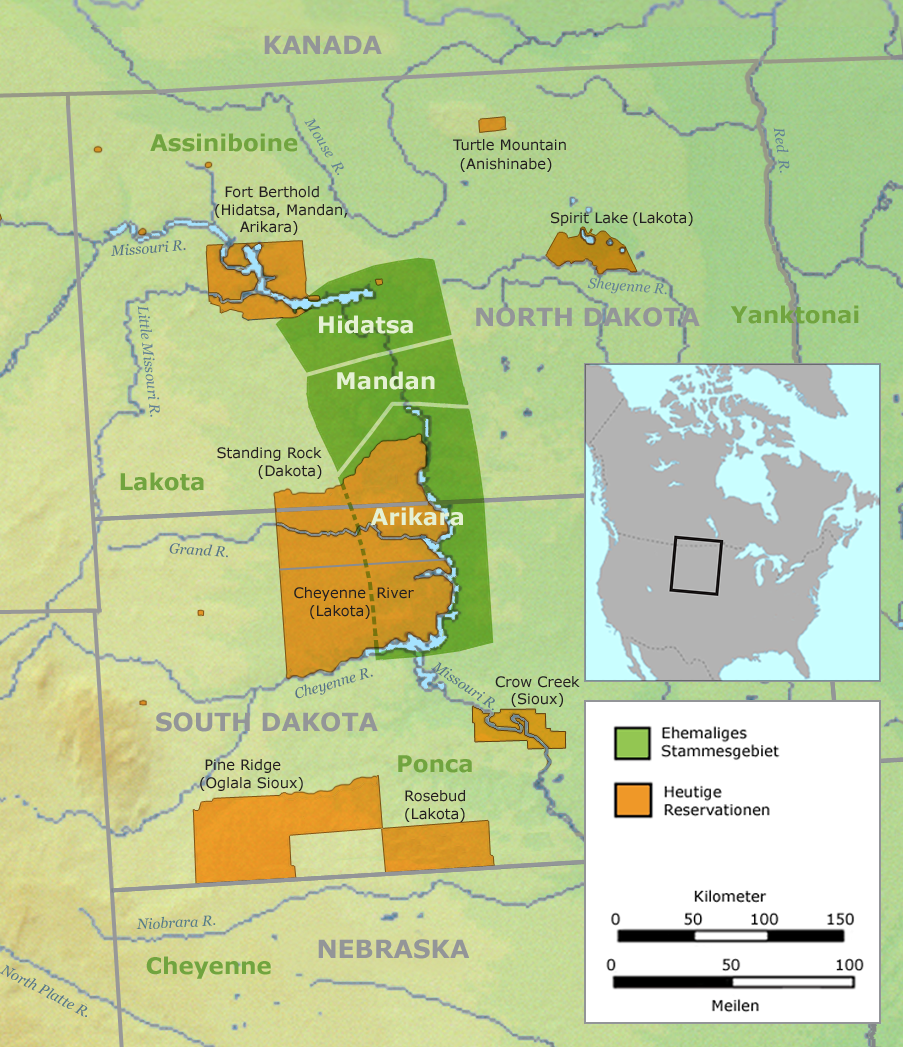
Ehemaliges Stammesgebiet der Mandan und heutige Reservation in North Dakota

Die Mandan (zu Deutsch antiquiert auch: Mandanen; Eigenbezeichnung: Numahkahke) sind ein kleines, ursprünglich halbnomadisches Indianervolk Nordamerikas aus der Sioux-Sprachfamilie, das um das Jahr 1800 am Missouri und an seinen beiden Nebenflüssen Heart River und Knife River lebte. Archäologische Funde deuten darauf hin, dass die Mandan aus dem Tal des Ohio River kamen, bevor sie an die Ufer des Missouri zogen. 1838 fiel ein Großteil einer Pockenepidemie zum Opfer. Im Zuge des Indian Reorganization Act im Jahr 1934 verbanden sich die Mandan offiziell mit den Arikara und Hidatsa und bildeten die Three Affiliated Tribes („Drei verbundene Stämme“). Die Hälfte aller Nachkommen dieser drei Stämme lebt heute gemeinsam in der Fort Berthold Reservation in North Dakota, während der Rest in den USA und Kanada verstreut ist. Seit dem Tod des Edwin Benson am 9. Dezember 2016 ist die Mandan-Sprache (Nų́ʔetaa íroo) ausgestorben.

## Kultur
Im Gegensatz zu vielen anderen Prärie-Stämmen lebten die Mandan in festen Dörfern. Im 19. Jahrhundert wohnten die Mandan in kuppelförmigen, erdbedeckten Häusern in palisadenbewehrten Dörfern. Mandan-Dörfer bestanden aus zwölf bis 100 Häusern. Sie bauten Mais, Bohnen, Kürbis und Sonnenblumen an, jagten den Bison und fertigten Keramik und Körbe. Mandan-Künstler bemalten Büffel-Roben und stellten heroische Taten des Stammes und einzelner Krieger dar. Geflochtene Boote dienten dem Wassertransport.
Die Mandan waren matrilinear und verwendeten das Crowsystem, um Verwandtschaftsgrade zu beschreiben. In der sozialen Organisation bestanden Kriegergesellschaften mit Altersklassen, deren Mitgliedschaft durch Kauf erworben wurde. Es gab mehrere Häuptlinge in jeder Gruppe. Außerdem hatten die Mandan Sozial-, Schamanen- und Frauen-Gesellschaften.
Die Mandan führten aufwändige Zeremonien durch, darunter den Sonnentanz und das Okipa (ö-kee-pa), ein vier Tage dauerndes Fest mit einer langen Vorbereitungszeit. Mit Tänzen sollten die Wassergeister versöhnt werden, andere ehrten den Bison. Das Fest endete mit Opferzeremonien, bei denen junge Männer in schweren Prüfungen und Folterritualen ihr eigenes Fleisch opferten. Zum Schluss wurden ihnen Riemen, an denen Bisonschädel hingen, aus den Beinen gerissen. Die jungen Männer, die die Schmerzen am besten ertragen konnten, wurden die zukünftigen Stammesführer. Daneben gab es viele andere, von kleineren Gruppen veranstaltete Zeremonien. Die Bären-Zeremonie war zum Beispiel mit der Heilung von Krankheiten und der Stärkung der Kampfkraft verbunden.

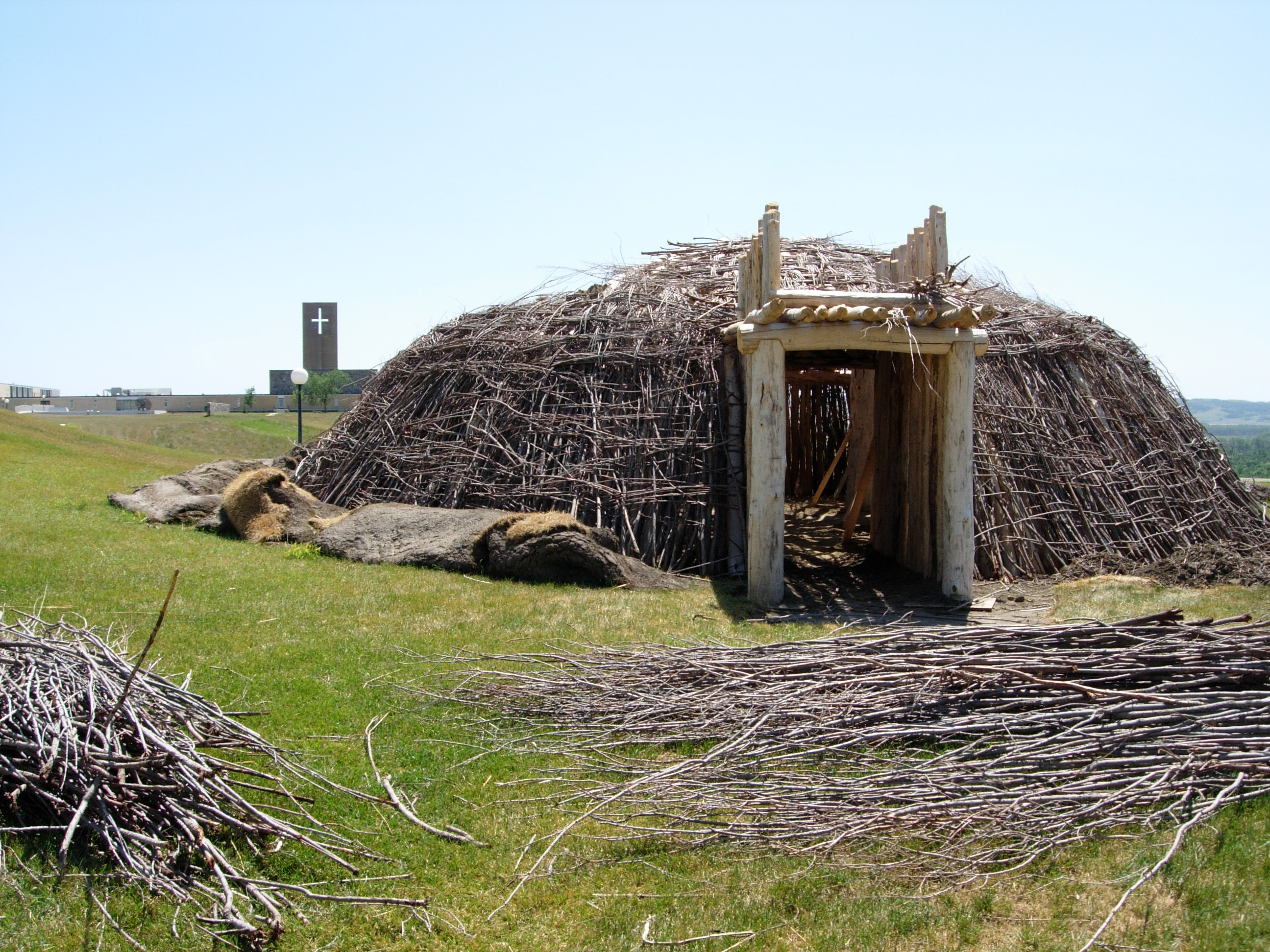
Nachbau eines Erdhauses der Mandan

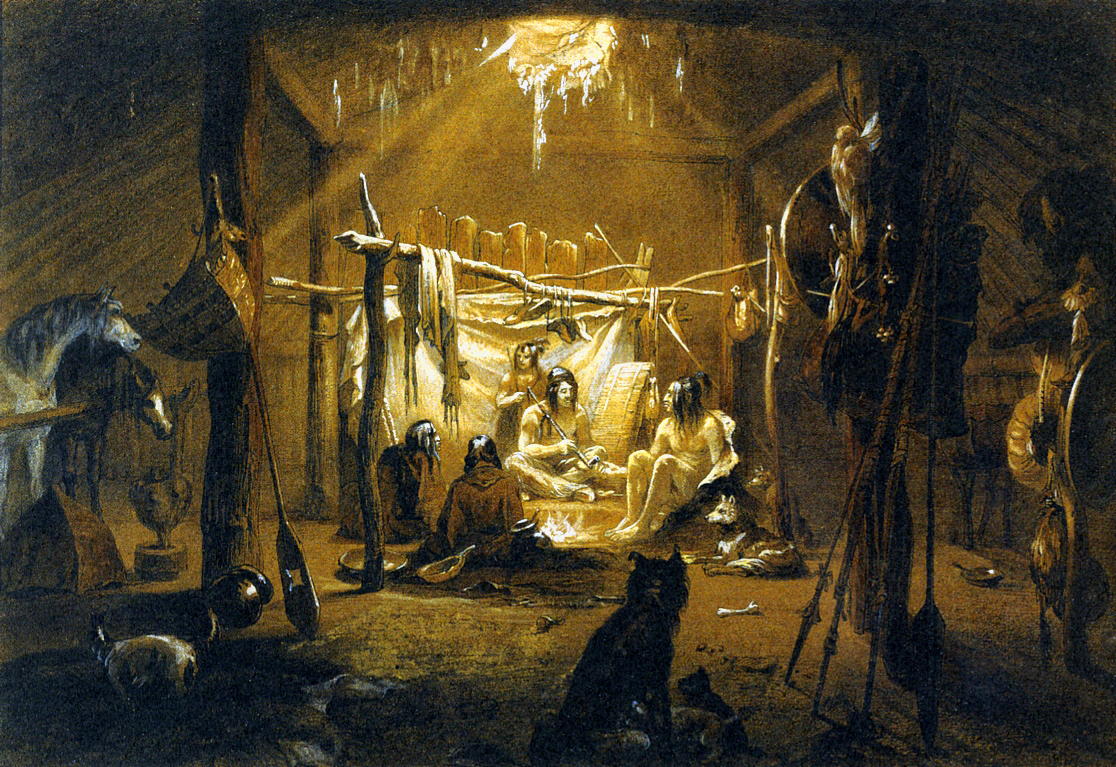
Das Hausinnere eines Mandan-Häuptlings (Karl Bodmer)

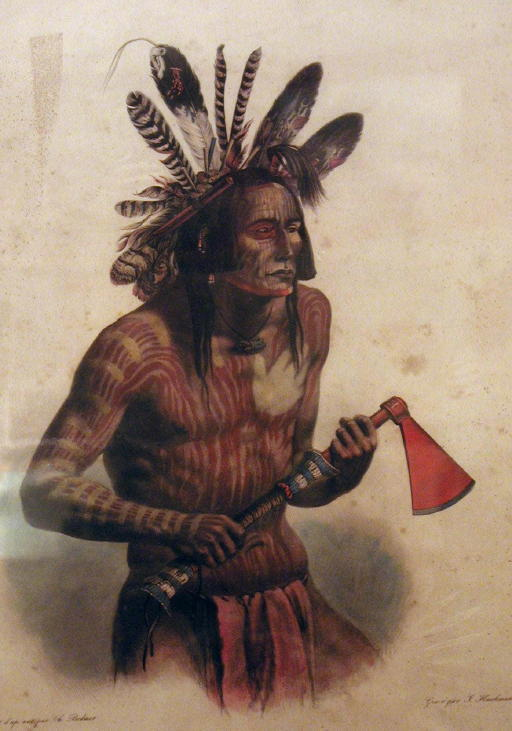
Mato Tope, Häuptling der Mandan

Mandan in Bullboats

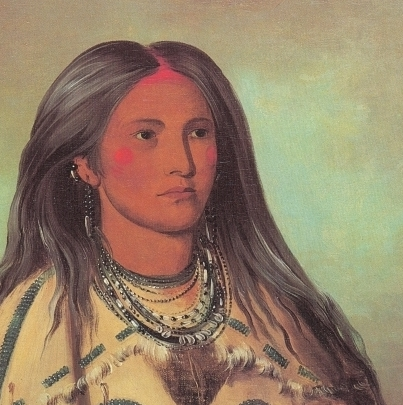
Sha-kó-ka (Minze), eine Mandan-Frau

## Geschichte
Die Mandan werden dem Prairie Earth Lodge Complex zugeordnet. Zu diesem gehören auch die Chiwere, Dhegiha Sioux und die Träger der Caddo-Sprachen. Er war in den Tälern des Arkansas und Missouri verbreitet. Linguistische Studien zeigen, dass die Sprache mit dem Idiom der Winnebago eng verwandt ist. Nach ihrer Ankunft am Heart River zwischen dem 10. und 13. Jahrhundert errichteten sie neun Dörfer, zwei östlich und sieben westlich des Flusses. Zur gleichen Zeit erreichten auch die damals nomadischen Hidatsa diese Region. Sie übernahmen die Lebensweise der Mandan mit festen Dörfern und Ackerbau und siedelten in der Folge nördlich von ihnen am Knife River.
Die erste Begegnung mit Europäern erfolgte im Jahr 1738, als Louis-Joseph Gaultier de La Vérendrye mit 25 Begleitern die Mandan besuchte. Er schätzte die Mandan-Bevölkerung auf etwa 15.000 Menschen, die in neun Dörfern am Heart River lebten. Zwei Mitglieder der Expedition blieben neun Monate bei den Mandan, um ihre Sprache zu erlernen. Vier Jahre später (1742) besuchten die Söhne La Verendrys die Mandan auf dem Rückweg nach Osten noch einmal. In der Mitte des 18. Jahrhunderts erwarben die Mandan ihre ersten Pferde, die sie für Transporte und die Jagd benutzten. Nach der Begegnung mit den Franzosen vermittelten die Mandan den Tausch von Fellen, Getreide und Büffelfleisch gegen Gewehre und Pferde.
Cree und Assiniboine berichteten dem französischen Reisenden Louis-Joseph Gaultier de La Vérendrye in den 1720er Jahren, dass  die Mandan Europäern ähnelten. Als er sie persönlich kennenlernte, fand er sie jedoch durchaus den Assiniboin ähnlich, außer dass sie bis auf einen Lendenschurz aus Büffelhaut nackt waren.
John Evans (1796) und George Rogers Clark besuchten den Stamm. William MacKintosh suchte ihn 1773 auf. Ab 1765 lebte der Franzose Menard ca. 30 Jahre bei dem Stamm und heiratete dort ein. Im Jahr 1793 wurde Fort Mandan errichtet, um den Pelzhandel zu befördern. Lewis und Clark verbrachten den Winter 1804/1805 bei den Mandan und besuchten sie erneut auf der Rückreise ein Jahr später. Lewis überredete den Häuptling des unteren Dorfes, Schahaka, dazu, sie nach Washington zu begleiten.
Im Jahr 1750 gab es neun große Mandan-Dörfer, doch mehrere Pocken- und Cholera-Epidemien reduzierten sie um das Jahr 1800 auf zwei. Eine erneute Pockenepidemie 1837 überlebten nur 100 bis 150 Mandan. Einige davon gingen 1845 zu den Hidatsa nach Fort Berthold in North Dakota, und die meisten anderen folgten später. Die „Fort Berthold Reservation of the Mandan Hidatsa and Arikara Nation“, auch als die „Three Affiliated Tribes“ bekannt, wurde der Wohnsitz der meisten Mandan. Durch den Garrison Damm in der Reservation 1952 wurden viele Mandan erneut aus ihren Heimen vertrieben. Die Fläche der Reservation verringerte sich seit 1851 von 10.120 km2 auf 1.850 km2. Die Volkszählung von 2000 ergab 369 Stammesangehörige für die Mandan. Die Sprache ist vom Aussterben bedroht. Dies hat auch Auswirkungen auf ihr Sozialsystem.

## Mandan-Dörfer im 18. und 19. Jahrhundert
Im 18. Jahrhundert gab es zehn Mandan-Dörfer. Sie hießen:
- Square Butte Creek (am Westufer des Missouri),[13]
- Otter Creek (am Westufer des Missouri),[13]
- Boley (am Westufer des Missouri),[13]
- Scattered[13], „Die Verstreuten“ (am Nordufer des Ną́tka Pasą́h, Heart River); hießen so, weil sie sich von einem anderen Dorf abgespalten hatten,[14]
- Motsiff (am Südufer des Heart River),[13]
- On-A-Slant (am Westufer des Missouri),
- Larson (am Ostufer des Missouri),[13]
- Double Ditch, „Doppelter Graben“ (am Ostufer des Missouri),[13]
- Sperry (am Ostufer des Missouri),[13]
- Ward, „Abteilung“ oder „Bezirk“ (am Ostufer des Missouri).[13]

Nach einer Pockenepidemie in den Jahren 1789 und 1790 gab es nur noch zwei Dörfer:
- Mitutanka (auch Matootonah oder Mih-Tutta-Hang-Kush, „Das erste Dorf“ oder „Das südliche Dorf“[14]; am Westufer des Missouri); 1822 von Súk Shí (Good Boy), Mató-Tópes Vater, gegründet,[15]
- Ruptare, „Die sich Umwendenden“ (am Ostufer des Missouri).[14]

## „Blonde Mandanen“
Da einige Angehörige der Mandan helle Haare und blaue Augen hatten, entstanden im 18. und 19. Jahrhundert Theorien einer europäischen Abstammung. Der amerikanische Maler George Catlin besuchte die Mandan im Sommer 1832 und lebte einige Wochen bei ihnen, um Zeichnungen und Skizzen anzufertigen, die zum Teil blonde bzw. grauhaarige Personen zeigen. Catlin war überzeugt, dass die Mandan nicht dieselbe Abstammung hatten wie andere Indianerstämme. Er nahm an, dass sie von angeblichen walisischen Siedlern um den Prinzen Madoc, 12. Jahrhundert, abstammten. Als Belege führt er an: 1. helle Hautfarbe, 2. Haarfarbe, 3. kleiner als die Nachbarstämme – wie die Waliser, 4. ein Dutzend walisischer Wörter in ihrer Sprache. Er sprach kein Mandan, und es gibt auch keine Hinweise darauf, dass Catlin Walisisch beherrschte. Auch die eigentümlichen Boote (coracles), die sich in ihrer Bauweise von denen anderer Indianerstämme grundlegend unterscheiden, werden manchmal als Beleg für eine walisische Herkunft angesehen.
Eine andere These bringt die Mandan mit einer angeblichen Fahrt des Norwegers Paul Knudson um 1360 nach Nordamerika in Verbindung.
In ihren Mythen beschreiben die Mandan einen „weißen Mann“ als Urvater.
Wissenschaftliche Belege für diese Thesen gibt es nicht. Eine anthropometrische Untersuchung von Mandan und Assiniboin wurde 1893 auf der Worlds Columbian Exposition in Chicago durchgeführt, Franz Boas betrachtete die Ergebnisse aber als unzuverlässig.

## Rezeption
- Im Fort Abraham Lincoln State Park wurde On-A-Slant Village, ein Dorf der Mandan, nach archäologischen Funden neu errichtet[22].
- Balduin Möllhausen verfasste 1865 den Roman Die Mandanenwaise, Erzählung aus den Rheinlanden und dem Stromgebiet des Missouri.